# Uzávěr množiny
Uzávěr množiny (anglicky closure) je nejmenší uzavřená množina topologického prostoru, která danou množinu obsahuje. Uzávěr {\displaystyle M} značíme většinou {\displaystyle {\overline {M}}}, popř. {\displaystyle \mathrm {cl} \,M}.

## Neformální úvod
Pojem uzavřená množina lze názorně definovat na reálných číslech nebo v Euklidovském prostoru, abstraktněji v metrických prostorech a ještě obecněji v topologickém prostoru.
Níže uvedená definice a vlastnosti platí pro každou z právě vyjmenovaných situací.

## Definice
Průnik všech uzavřených množin topologického prostoru {\displaystyle X}, které obsahují {\displaystyle M} jako svou podmnožinu, nazveme uzávěr množiny {\displaystyle M}, značíme {\displaystyle {\overline {M}}}.
{\displaystyle {\overline {M}}=\bigcap \{U\subseteq X:U} je uzavřená {\displaystyle \land M\subseteq U\}}
Ekvivalentně lze definovat uzávěr množiny {\displaystyle M} jako množinu {\displaystyle {\overline {M}}} všech bodů topologického prostoru, jejichž libovolné okolí {\displaystyle U} má neprázdný průnik s {\displaystyle M}.
{\displaystyle {\overline {M}}=\{x\in X:\forall U(x)\quad U(x)\cap M\neq \emptyset \}}

## Vnitřní a vnější body
Uzávěr množiny {\displaystyle \mathbf {A} \subset \mathbf {M} } metrického prostoru {\displaystyle (\mathbf {M} ,\rho )} lze také vyjádřit s pomocí rozdílu množin jako {\displaystyle \mathbf {M} \backslash \mathrm {int} (\mathbf {M} \backslash \mathrm {A} )}, kde {\displaystyle \mathrm {int} \mathbf {X} } označuje vnitřek množiny {\displaystyle \mathbf {X} }.
Vnitřek množiny tvoří množina všech vnitřních bodů. Bod {\displaystyle a\in \mathbf {X} } označíme jako vnitřní bod množiny {\displaystyle \mathbf {X} \subseteq \mathbf {M} }, pokud existuje takové {\displaystyle r>0}, že pro množinu {\displaystyle \mathbf {B} (a,r)=\{x\in \mathbf {M} :\rho (a,x)<r\}} platí {\displaystyle \mathbf {B} (a,r)\subset \mathbf {X} }.
Pokud platí {\displaystyle \mathbf {X} =\mathrm {int} \mathbf {X} }, pak se množina {\displaystyle \mathbf {X} } nazývá otevřená (v metrice {\displaystyle \rho }).
Pro množiny {\displaystyle \mathbf {A} \subset \mathbf {M} ,\mathbf {B} \subset \mathbf {M} } metrického prostoru {\displaystyle (\mathbf {M} ,\rho )} platí vztahy
- {\displaystyle \mathrm {int} \mathbf {A} \subset \mathbf {A} }
- {\displaystyle \mathrm {int} \,\mathrm {int} \mathbf {A} =\mathrm {int} \mathbf {A} }
- {\displaystyle \mathrm {int} (\mathbf {A} \cap \mathbf {B} )=\mathbf {A} \cap \mathbf {B} }
- {\displaystyle \mathrm {int} (\mathbf {A} \cup \mathbf {B} )\subset \mathbf {A} \cup \mathbf {B} }
- pokud {\displaystyle \mathbf {A} \subset \mathbf {B} }, pak platí také {\displaystyle \mathrm {int} \mathbf {A} \subset \mathrm {int} \mathbf {B} }
- každá otevřená podmnožina množiny {\displaystyle \mathbf {A} } je podmnožinou {\displaystyle \mathrm {int} \mathbf {A} }
- množinu {\displaystyle \mathrm {int} \mathbf {A} } získáme jako sjednocení všech otevřených podmnožin množiny {\displaystyle \mathbf {A} }.

Je-li {\displaystyle \mathbf {A} \subset \mathbf {M} } částí metrického prostoru {\displaystyle (\mathbf {M} ,\rho )}, pak vnitřek množiny {\displaystyle \mathbf {M} \backslash \mathbf {A} } nazveme vnějškem množiny {\displaystyle \mathbf {A} }. Body nacházející se ve vnějšku {\displaystyle \mathbf {A} } nazýváme vnějšími body množiny {\displaystyle \mathbf {A} }.
Pokud existuje takové okolí {\displaystyle \mathbf {U} } bodu {\displaystyle a\in \mathbf {A} }, že {\displaystyle \mathbf {U} \cap \mathbf {A} =\{a\}}, pak bod a nazýváme izolovaným bodem.
Jestliže každé okolí bodu {\displaystyle x\in \mathbf {M} } obsahuje prvek množiny {\displaystyle \mathbf {A} \subseteq \mathbf {M} } různý od x, pak bod x se nazývá hromadným bodem množiny {\displaystyle \mathbf {A} }.
Bod uzávěru je hromadným bodem množiny {\displaystyle \mathbf {A} } (pokud se nejedná o izolovaný bod).

## Vlastnosti uzávěru
- Z toho, že průnik libovolného počtu uzavřených množin je uzavřená množina, je i uzávěr množiny uzavřená množina. Naopak platí, že množina je uzavřená pravě tehdy, když je rovna svému uzávěru, tzn. {\displaystyle {\overline {\mathbf {M} }}=\mathbf {M} }.

- Uzávěr prázdné množiny je prázdná množina.

- Uzávěr celého {\displaystyle X} je {\displaystyle X}, tzn. {\displaystyle {\overline {X}}=X}.
- Pro {\displaystyle \mathbf {A} \subseteq \mathbf {X} ,\mathbf {B} \subseteq \mathbf {X} } platí
  - {\displaystyle \mathbf {A} \subseteq {\overline {\mathbf {A} }}}
  - {\displaystyle {\overline {\overline {\mathbf {A} }}}={\overline {\mathbf {A} }}}
  - {\displaystyle {\overline {(\mathbf {A} \cap \mathbf {B} )}}\subseteq {\overline {\mathbf {A} }}\cap {\overline {\mathbf {B} }}} (Ale pozor: obrácená inkluze obecně neplatí! Zvažme například situaci {\displaystyle X=\mathbb {R} ,\,\mathbf {A} =[0,1)} a {\displaystyle \mathbf {B} =[1,2]}.)
  - {\displaystyle {\overline {(\mathbf {A} \cup \mathbf {B} )}}={\overline {\mathbf {A} }}\cup {\overline {\mathbf {B} }}}
  - pokud {\displaystyle \mathbf {A} \subseteq \mathbf {B} }, pak {\displaystyle {\overline {\mathbf {A} }}\subseteq {\overline {\mathbf {B} }}}
  - je-li {\displaystyle \mathbf {A} } je podmnožinou uzavřené množiny {\displaystyle \mathbf {B} }, pak {\displaystyle {\overline {\mathbf {A} }}\subseteq \mathbf {B} }